# 에듀데일리
에듀데일리는 대한민국의 교육신문이다. 2012년 창간되었으며 발행인은 오영주이며 편집인은 정종환이다. 본사는 서울시 구로구 구로동에 있다.

## 개요
- 교육전문 중심 뉴스보도
- 교육사업 분야 종합보도
- 교육 관련업 종사자들에게 맞춤뉴스와 정보제공

## 카테고리 안내

### 교육뉴스
교육 전반적인 보도자료
- 교육최신뉴스
- 교육정책
- 입시뉴스
- 영유아/어린이

### 기획
인터뷰 및 탐방 후 칼럼으로 연재
- 학교/동아리 탐방
- 강연/인터뷰
- 유학/어학연수
- 직업의 세계
- 패션100년

### 라이프
문화생활 관련 기사
- 문화/도서/맛집
- 행사/체험
- 건강/웰빙

### 에듀가이드
학생에게 실질적 도움이 되는 기사
- 취업/채용/창업
- 시험/자격증
- 공모전/대외활동
- 프로그램소개

### 핫이슈
사회 전반적인 이슈사항 보도
- 리뷰의 모든것
- 사회,경제
- 이벤트